# 5850 Masaharu
5850 Masaharu è un asteroide della fascia principale. Scoperto nel 1990, presenta un'orbita caratterizzata da un semiasse maggiore pari a 2,1627548 UA e da un'eccentricità di 0,1739470, inclinata di 2,34788° rispetto all'eclittica.